# 拟刮食杜父鱼属
拟刮食杜父鱼属（学名：Radulinopsis）为杜父鱼科的一个属。

## 下属物种
本属包括以下物种：
- 德氏擬刮食杜父魚 Radulinopsis derjavini Soldatov & Lindberg, 1930
- 塔氏擬刮食杜父魚 Radulinopsis taranetzi Yabe & Maruyama, 2001